# IC 560
IC 560 — галактика типу S0-a (спіральна галактика) у сузір'ї Секстант.
Цей об'єкт міститься в оригінальній редакції індексного каталогу.